# 벤쿠버 밴디츠
벤쿠버 밴디츠(영어: Vancouver Bandits)는 캐나다 브리티시컬럼비아주 랭리를 연고지로 하는 CEBL 소속 프로 농구 팀이다.

## 역대 홈경기장
| 프레이저밸리 밴디츠/벤쿠버 밴디츠 |               |                               |      |
| 경기장                            | 사용기간      | 장소                          | 비고 |
| 애버츠퍼드 센터                   | 2019년~2021년 | 브리티시컬럼비아주 애버츠퍼드 | 빈칸 |
| 랭리 이벤트 센터                  | 2022년~현재   | 브리티시컬럼비아주 랭리       | 빈칸 |